# Uluru
Der Uluru (Pitjantjatjara: Uluṟu) [ulu'ɹu], englischer Kolonialname Ayers Rock, offiziell Uluru / Ayers Rock, ist ein Inselberg in der zentralaustralischen Wüste, der sich ca. 350 m über sein Umland erhebt.
Aufgrund seiner spirituellen Relevanz für die Traumzeit-Erzählungen gilt er den lokalen Aborigines, den Anangu, als Heiliger Berg. Weil er als eines der bekanntesten Wahrzeichen Australiens jedes Jahr hunderttausende Besucher anzieht, besteht ein Interessenkonflikt zwischen Anangu und Touristen, in dem die Aborigines ein Verbot der Besteigung des Berges ab 26. Oktober 2019 durchgesetzt haben.
Der indigene Name Uluru wurde bis in die 1990er Jahre ausschließlich von Aborigines verwendet. Bei europäischstämmigen Australiern und außerhalb Australiens ist die englische Bezeichnung Ayers Rock üblich.

## Geographie

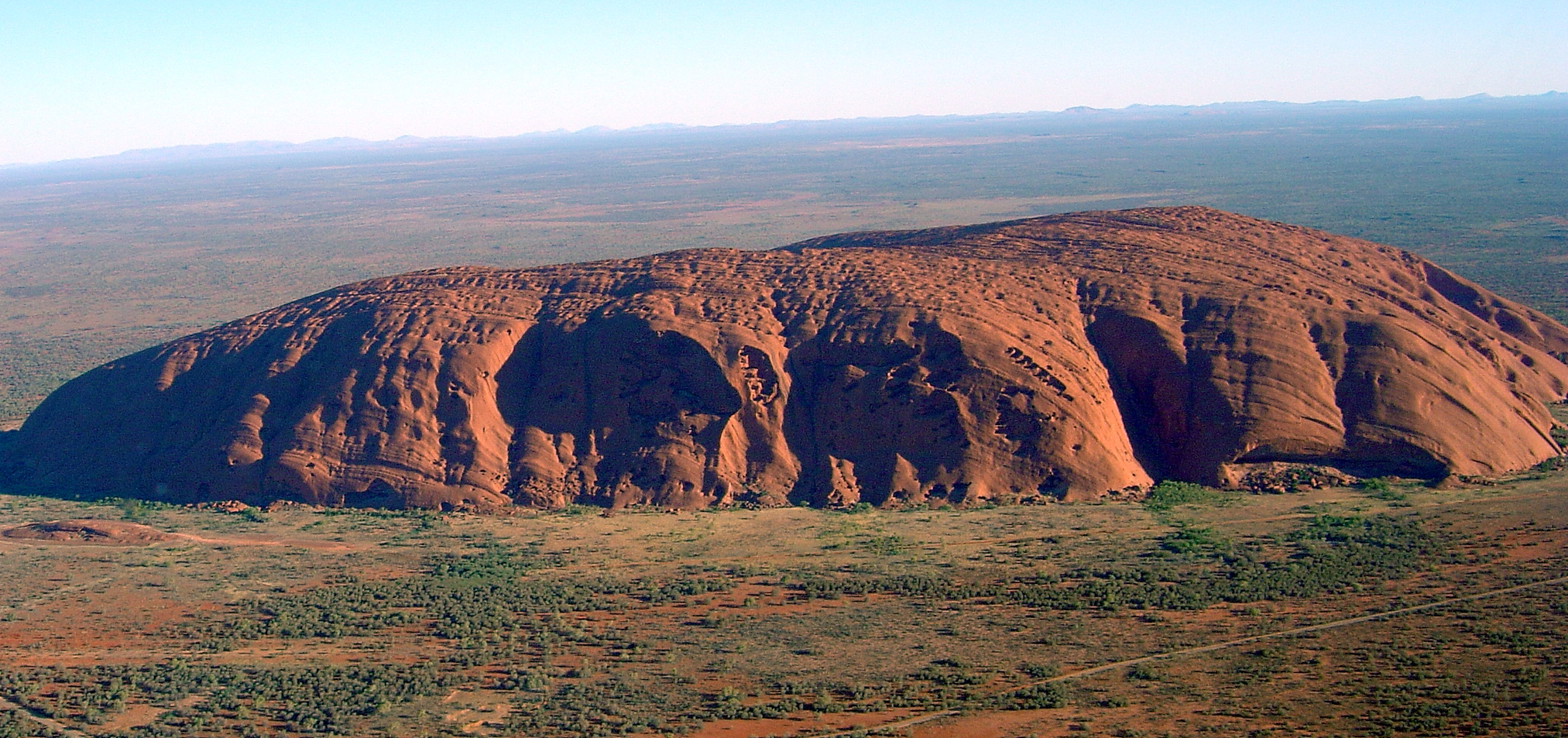
Blick vom Hubschrauber auf den Uluru (von Nordosten)

Der Uluru ist etwa 3 km lang, bis zu 2 km breit und hat an der Basis einen Umfang von rund 9 km. Der Gipfel befindet sich auf einer absoluten Höhe von 863 m. Damit erhebt er sich 348 m über die Buschlandschaft Zentralaustraliens.
Der Uluru liegt im Uluṟu-Kata-Tjuṯa-Nationalpark nahe dem Ort Yulara, etwa 340 km Luftlinie südwestlich von Alice Springs im Südwesten des australischen Bundesterritoriums Northern Territory. Der 1325 km² große Nationalpark, in dem neben dem Uluru auch die benachbarten Kata Tjuṯa („die Olgas“) liegen, gehört zum UNESCO-Weltnatur- und -kulturerbe.
Die einzige asphaltierte Straße, die zum Uluru führt, ist der Lasseter Highway. Dieser verbindet den Berg über den Stuart Highway mit Alice Springs (470 km) und damit dem Rest Australiens. Außerdem zweigt von ihm die Luritja Road zum Kings Canyon ab, die ebenfalls asphaltiert ist. Bei den Kata Tjuṯa, ungefähr 30 km Luftlinie westlich des Uluru, geht der Lasseter Highway in die Great Central Road über, eine unbefestigte Outbackpiste, die bis zum Ort Laverton im Zentrum von Western Australia führt. Sie ist dort als „Docker River Road – to WA Border“ beschildert. Außerdem ist eine Anreise über den etwa 10 km von Yulara entfernt gelegenen Connellan-Flugplatz möglich.

## Geologie

### Entstehungsgeschichte

#### Geologischer Rahmen und Vorgeschichte

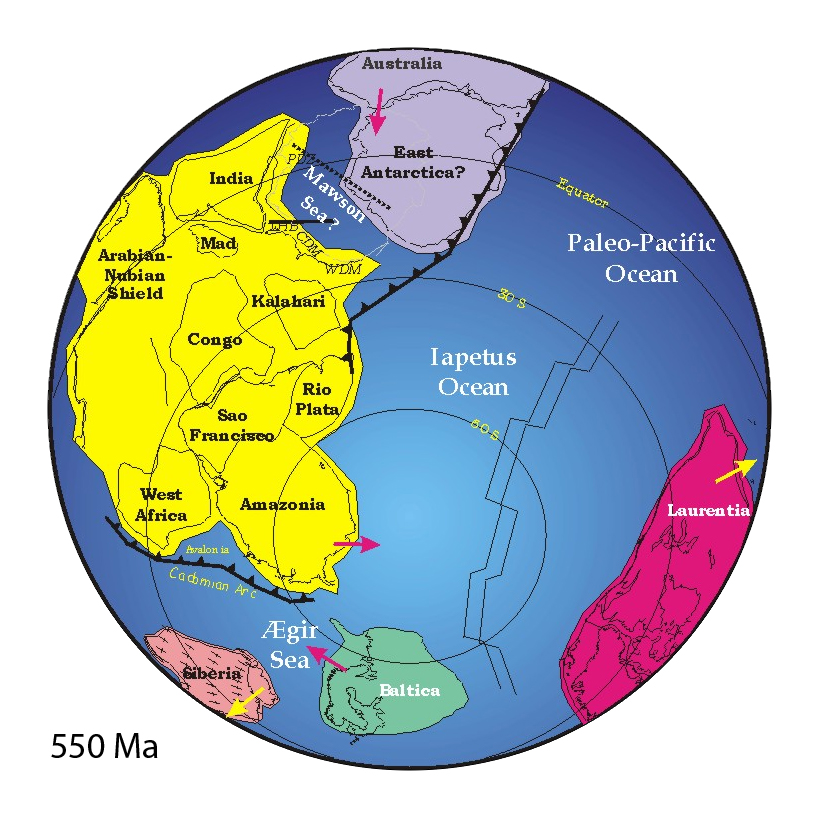
Plattentektonische Rekonstruktion für in etwa die Ablagerungszeit der Mutitjulu-Arkose und der Mount-Currie-Konglomerate. Die Rekonstruktion zeigt die Situation kurz vor der Kollision Australo-Antarktikas (blaugrau) mit „West-Gondwana“ (gelb). Die zeitliche Nähe dieser Kollision zur Petermann-Orogenese, jener tektonischen Episode, die die Liefergebiete der Mutitjulu-Arkose und der Mount-Currie-Konglomerate schuf, legt nahe, dass beide Ereignisse miteinander in Zusammenhang stehen.

Uluru und Kata Tjuṯa liegen am südlichen Rand des Amadeus-Beckens. Das heutige Amadeus-Becken mit dem Lake Amadeus, das sich über eine Fläche von 170.000 km² erstreckt, ist das strukturelle Relikt eines fossilen, mehrfach gefalteten Sedimentbeckens. Dieses entstand vor etwa einer Milliarde Jahren, im frühen Neoproterozoikum, als Teil eines größeren Sedimentbeckens, des sogenannten Centralian Superbasins. Das Amadeus-Sedimentbecken hat eine wechselvolle Geschichte, in deren Verlauf es meistens vom Meer bedeckt war. In den ersten etwa 200 Millionen Jahren seiner Existenz herrschte in diesem Amadeus-Meer Ablagerung von Sand und Schluff vor. Danach dominierte die Ablagerung von Karbonat- und Evaporitgesteinen. Die Evaporite (Gips und Steinsalz) bezeugen, dass das Klima zu dieser Zeit warm und trocken und das Amadeus-Meer zwischenzeitlich vom offenen Ozean abgeschnitten waren, so dass große Mengen des Meerwassers verdunsten konnten. Zwischen etwa 700 und 600 Millionen Jahren vor heute wurde die Region immer wieder von mächtigen Gletschern bedeckt, was durch Moränenablagerungen dokumentiert ist. Anschließend wurde die Erdkruste in der Region seitlich zusammengedrückt. Dies bewirkte eine Faltung der bis dahin abgelagerten Sedimente einschließlich des Grundgebirges, dem sie auflagerten. Es bildeten sich Bergketten, und die Region wurde über den Meeresspiegel angehoben. Dieses Ereignis wird, nach den Petermann Ranges südwestlich des Lake Amadeus, als Petermann-Orogenese bezeichnet. Die zeitliche Nähe der Petermann-Orogenese zu den Panafrikanischen Orogenesen (Kollisionsgebirgsbildungen im Zuge der Formierung des Superkontinents Pannotia bzw. Gondwana) legt nahe, dass diese Ereignisse miteinander in Zusammenhang stehen.

#### Entstehung des Gesteinskörpers
Zu dieser Zeit gab es auf der Erde noch kein „höheres“ Leben auf dem trockenen Land. Die im Zuge der Petermann-Orogenese entstandene Berglandschaft war deshalb nicht durch eine Pflanzendecke vor Erosion geschützt. Besonders bei Starkregen wurde viel Verwitterungsschutt aus den Bergen gespült und am Fuße der Bergketten in Form von Schwemmfächern abgelagert. Die Gesteine, aus denen Uluru und Kata Tjuṯa bestehen, gehen auf diese Schwemmfächersedimentation an der Wende vom Neoproterozoikum zum Kambrium, vor ca. 550 Mio. Jahren, zurück. Die Schwemmfächer erreichten Sedimentmächtigkeiten von mindestens 2500 m. Der Uluru wurde sehr viel später aus einem Teil eines solchen Schwemmfächers herausgeformt. Dieser Teil bestand ursprünglich aus überwiegend grobkörnigen, feldspathaltigen Sanden. Die Schichten, aus denen die Kata Tjuṯa aufgebaut sind, waren noch deutlich grobkörniger und entsprachen ursprünglich eher einem Schottersediment.
Vor 500 Millionen Jahren, an der Wende vom Kambrium zum Ordovizium, war das Gebirge weitgehend abgetragen, und die Region sank erneut unter den Meeresspiegel ab. Die Schwemmfächersedimente wurden von Sand, Schlamm und abgestorbenen Meerestieren bedeckt. Die Auflast dieser jüngeren Sedimentschichten und diagenetische Zementation verfestigte die feldspathaltigen Sande zu einer Arkose und den Schotter zu einem Konglomerat. Diese Schichten werden heute Mutitjulu-Arkose bzw. Mount-Currie-Konglomerate genannt.
Vor 400 bis 300 Millionen Jahren, im Devon, zog sich das Meer erneut zurück, denn die Erdkruste in der Region wurde ein weiteres Mal zusammengedrückt und daher gefaltet und gehoben. Dieses Ereignis wird Alice-Springs-Orogenese genannt. Auch die Mutitjulu-Arkose und die Mount-Currie-Konglomerate wurden dieser Faltung unterworfen.

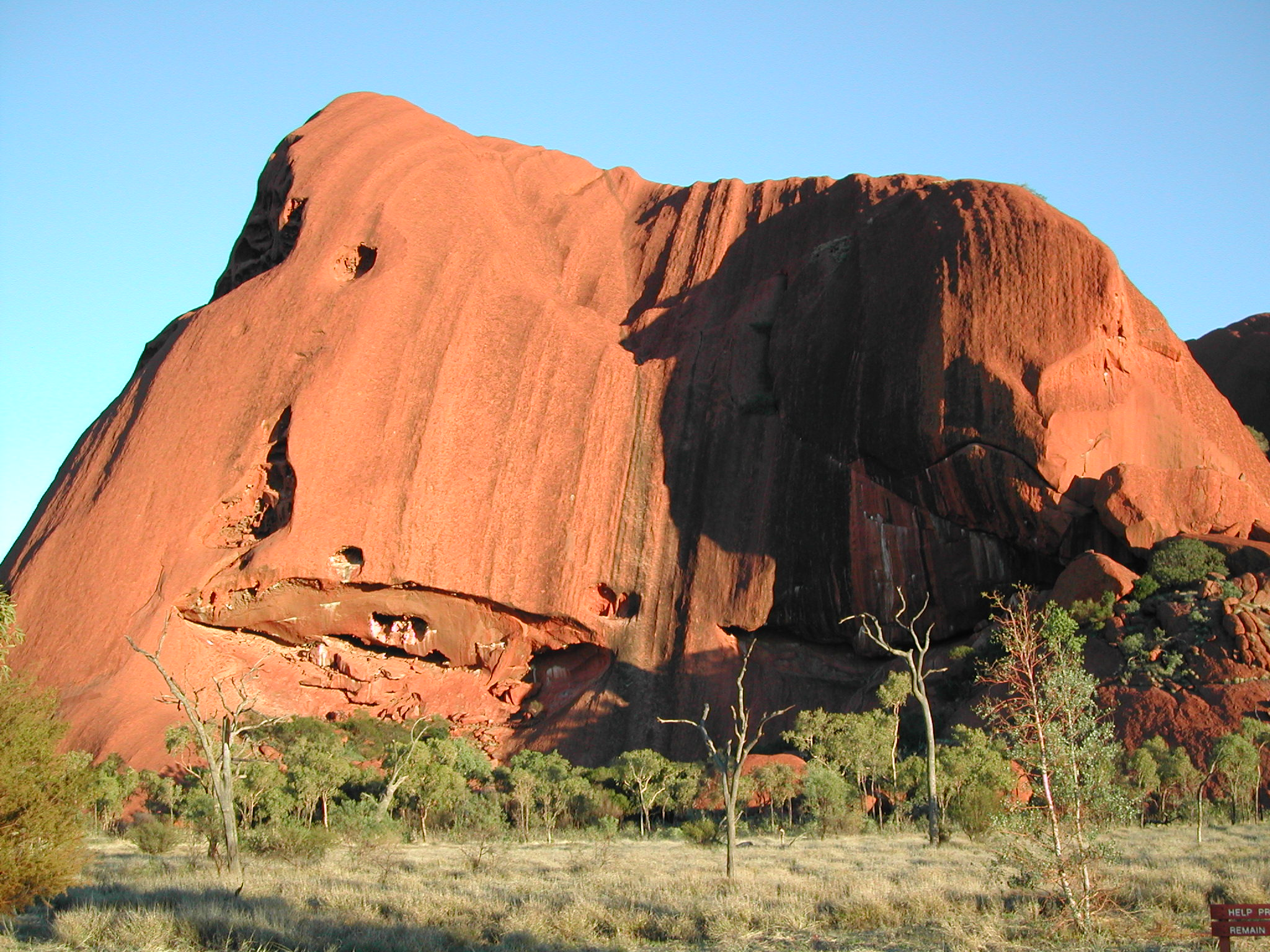
Blick auf den südlichsten Teil der Südostflanke des Berges (2005). Auf diesem Foto gut zu sehen sind die fast senkrecht stehenden Schichten der Mutitjulu-Arkose sowie eine große „Gaping Mouth Cave“.

#### Entstehung des Inselbergs
Mit der Alice-Springs-Orogenese endet die Sedimentationsgeschichte des Amadeus-Beckens. Seither überwiegt in der Region die Abtragung gegenüber der Ablagerung. Erst vor 65 Millionen Jahren, an der Wende von der Kreidezeit zum Tertiär, senkte sich die Region erneut geringfügig ab, und eine breite Tiefebene entstand, in der sich Fluss- und Schwemmlandsedimente ansammelten. Das feuchtwarme Klima dieser Zeit ließ ausgedehnte Sumpfwälder gedeihen, die heute in Form von Kohleschichten dokumentiert sind.
Jene Bereiche, in denen sich heute Uluru und Kata Tjuṯa befinden, waren höher gelegen und daher nach wie vor der Erosion ausgesetzt, wodurch schließlich die beiden Felsmassive aus dem sie umgebenden Gestein herauspräpariert wurden. Das Klima wurde während der letzten 500.000 Jahre trockener, und der Wind legte eine dünne Sanddecke über die gesamte Gegend. Am Uluru ist heute ein Bereich der Mutitjulu-Arkose freigelegt, der bei der Alice-Springs-Orogenese eine Aufrichtung um 85° erfuhr. Die Schichten stehen daher dort fast lotrecht. Die Konglomerate der Kata Tjuṯa sind nur um 15 bis 20° gegen die Horizontale geneigt. Die Streichrichtung der Schichten am Uluru ist Nordwest-Südost.

### Gestein

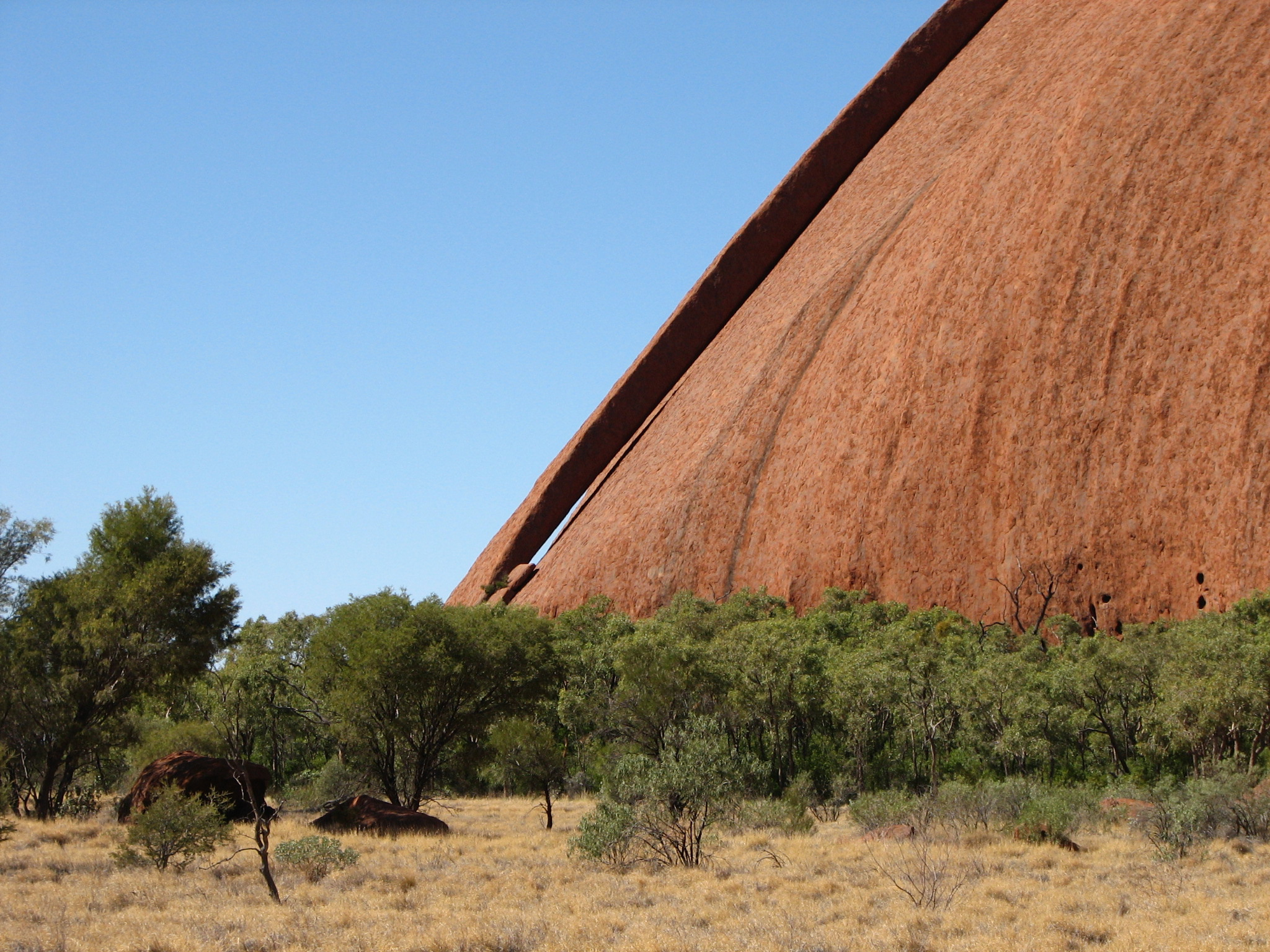
Große oberflächenparallele Kluft (Desquamation)

Der Uluru bzw. die Mutitjulu-Arkose besteht aus Arkose, einem dem Sandstein ähnlichen Sedimentgestein, das sich von „normalem“ Sandstein aber durch einen hohen Feldspat-Anteil unterscheidet, sowie aus Konglomeraten, d. h. aus Sedimentgesteinen mit Korngrößen, die über denen eines Sandsteines liegen (man spricht bei diesen größeren „Körnern“ von Geröllen). Den überwiegenden Anteil stellt hierbei grobkörnige Arkose und feinkörniges Konglomerat. Das Gestein ist in unverwittertem Zustand grünlich-grau. Der Verwitterung ausgesetzt, wird das bis dahin in einigen Mineralen gebundene Eisen zu rötlichen bis bräunlichen Verbindungen („Rost“) oxidiert, was dem Uluru seine typische Farbe verleiht. Auffällig ist die schuppige Oberfläche des Gesteins. Sie resultiert aus der chemischen Verwitterung der Feldspate. Zudem verursachen die extremen tageszeitlichen Temperaturschwankungen im Outback Spannungen im Gestein. Dadurch entstehen parallel zur Oberfläche des Felsens verlaufende Sprünge, entlang derer sich größere Schollen abschälen (Desquamation).

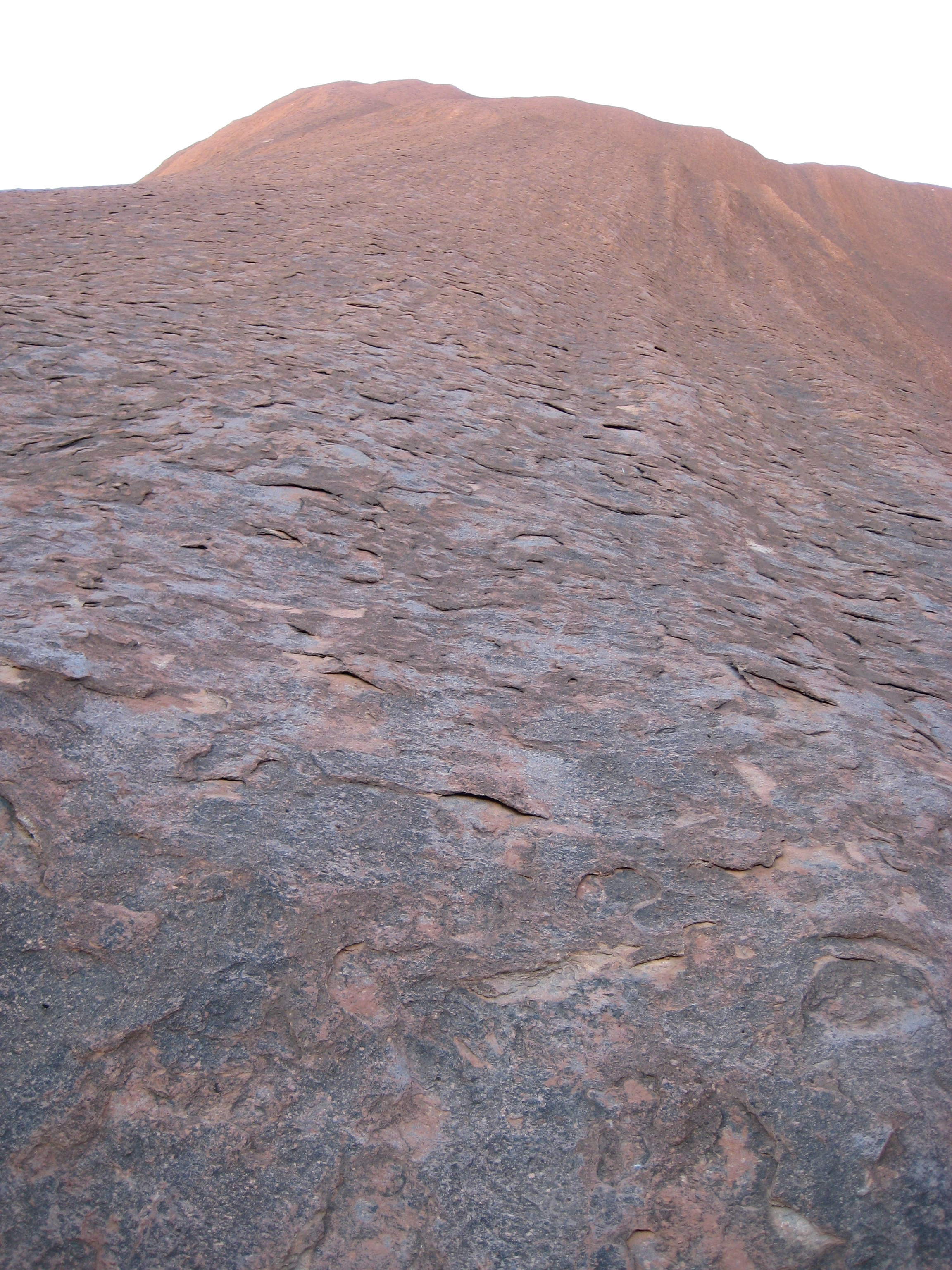
Nahaufnahme der Oberfläche des Felsens. Deutlich erkennbar ist die schuppig-blättrige Verwitterung der Arkose.

Die Arkose setzt sich aus durchschnittlich 50 % Feldspat- und 25–35 % Quarzkörnern zusammen. Die übrigen maximal 25 % sind Gesteinsfragmente aus Rhyolith oder Basalt. Die Feldspat-Fraktion besteht überwiegend aus Kalifeldspat und nur zu geringen Teilen aus Plagioklas. Ferner sind enthalten Orthopyroxen und Sphen. Die Mineralkörner und Gesteinsfragmente sind vorwiegend kantig bis kantengerundet. Wenige gut gerundete Quarzkörner werden als ehemalige Blasenhohlraumfüllungen von Basalten interpretiert. Die Basaltfragmente sind gerundet und enthalten stets Chlorit und Epidot. Der hohe Kalifeldspatanteil erklärt sich aus der räumlichen Nähe des Uluru zum Musgrave Block. Dieses an Graniten und Gneisen reiche Grundgebirgsmassiv beginnt nur ca. 50 km südlich des Uluru und muss auch zur Ablagerungszeit der Mutitjulu-Arkose zu einem Großteil am Aufbau der damaligen Berge beteiligt gewesen sein.
Sedimentstrukturen wie Schräg-, Trog- und Rippelschichtung sowie verfüllte Kolkrinnen („scour-and-fill“) zeigen Ablagerung durch schnell fließendes Wasser. Das Auftreten von vier Faziestypen (vereinfacht: feine Arkosen, grobe Arkosen, feine Konglomerate, grobe Konglomerate) spiegelt vier verschiedene energetische Zustände des Schwemmfächers wider. Die feinkörnigen Arkosen stehen für relativ gemütlich dahinplätschernde Wasserläufe, die groben Konglomerate könnten auf Schuttströme zurückgehen.

### Geomorphologie

#### Allgemeines
Der Uluru wird oft als „Monolith“ bezeichnet, vor allem in populärwissenschaftlicher und touristischer Literatur. Jedoch ist dies ein schlecht definierter Begriff, der auf eine Vielzahl kompakter Strukturen mit größeren Abmessungen, natürlich wie künstlich, angewendet wird. Der Wert von „Monolith“ als geomorphologischer Terminus ist daher begrenzt, weshalb einzelnstehende, kompakte Berge nicht als Monolithen bezeichnet werden sollten. Beim Uluru handelt es sich um den steil aufgerichteten, durch Erosion aus der Umgebung herauspräparierten Mutitjulu-Arkosen-Schichtenstapel, der nach Schätzungen bis zu 6 km tief in den Untergrund hinabreicht. Er ist, ähnlich der Felsgruppe der Kata Tjuṯa, als Inselberg einzuordnen. Mutitjulu-Arkose und die Mount-Currie-Konglomerate sind, entgegen populären, stark vereinfachenden Darstellungen, sehr wahrscheinlich nicht die beiden oberirdisch aufgeschlossenen Enden einer einzelnen durchgängigen Schicht, sondern repräsentieren eigenständige fossile Schüttungskörper. Der Sedimentkörper der Mutitjulu-Arkose ist am Uluru etwa 2,4 km mächtig. Seine seitliche (laterale) Ausdehnung scheint, Bohrungen zufolge, im nahen Untergrund nicht sonderlich weit über die oberirdische Erstreckung von Ayers Rock hinauszureichen. Der Mount Conner („The forgotten Mountain“), ein Tafelberg rund 90 km östlich des Uluru, besteht ebenfalls aus Sandsteinen. Diese sind jedoch nicht arkotisch und zudem älter als die Mutitjulu-Arkose. Sie werden den Winnall-Schichten zugerechnet.
Der Mount Gabi, ein untermeerischer Berg, der 2006 vor der Südwestspitze Australiens entdeckt wurde, besitzt hinsichtlich seiner Form und seiner Abmessungen eine gewisse Ähnlichkeit mit dem Uluru, die ihm in der australischen Presse die Bezeichnung „Uluru II“ einbrachte. Zwischen den beiden Bergen bestehen jedoch keinerlei weitere Parallelen.

#### Höhlen und sonstige Verwitterungserscheinungen
In einem Bereich zwischen 30 und 65 m oberhalb des Fußes des Uluru erstreckt sich insbesondere an der südöstlichen Flanke eine Zone, in der bevorzugt größere Höhlen (engl. gaping mouth caves ‚Offener-Mund-Höhlen‘ genannt) aus dem Gestein herauswittern. Auch unmittelbar am Fuß des Berges treten Höhlen sowie Hohlkehlen (engl. flared slopes) auf. Als Ursachen und Mechanismen für die Entstehung dieser Erscheinungen gelten Lösungsvorgänge, die durch Bodenwässer vermittelt wurden (vgl. → chemische Verwitterung). Die Höhlen und Hohlkehlen markierten demnach Bereiche des Gesteinskörpers, die während der Anlage dieser Strukturen noch nicht zutage traten, sondern mit feuchtem Verwitterungsschutt (vgl. → Regolith, → Detritus) in Kontakt standen. Erst durch die fortschreitende erosive Tieferlegung des Umlandes wurden sie freigelegt. Diesen Prozessen wird eine Hauptrolle bei der Formung des Berges zugesprochen, dessen steile Hänge demnach dadurch entstanden sind, dass das Gestein über solchen Höhlen und Hohlkehlen nachgebrochen ist, ähnlich wie bei einem Brandungskliff. Gestützt wird diese Hypothese durch das bevorzugte Auftreten von Höhlen und Hohlkehlen an der am stärksten nach Süden ausgerichteten Flanke, wo aufgrund der Beschattung die oberen Bodenschichten mehr Wasser halten können als am Fuß der übrigen Hänge.
Außerdem tritt eine Art Lochverwitterung auf, die an der Nordostflanke des Berges, wo in erhöhtem Maße die Schichtflächen der Arkosen exponiert sind, eine besonders große, ausgesprochen scharf umrissene, The Brain (‚Das Gehirn‘) genannte Struktur gebildet hat.

## Farbenspiel
Durch unterschiedlichen Sonnenstand, Bewölkungsgrad und entsprechend unterschiedliche Beträge des Lichteinfallswinkels und der Beleuchtungsintensität, erscheint der Uluru (wie auch die Kata Tjuṯa), je nach Tageszeit und Wetter, in anderen Farbtönen, die von braungrau über braun bis orange und kräftig rot reichen. Zudem beeinflussen Dunst oder Staubpartikel in der Atmosphäre die Streuung des Sonnenlichtes. Insbesondere bei niedrigem Sonnenstand kann kurzwelliges Licht so nicht bis zur Erdoberfläche durchdringen (siehe Morgenröte bzw. Abendröte), wodurch die natürliche rötliche Färbung der Felsen zu diesen Tageszeiten durch das Sonnenlicht zusätzlich betont wird und die Felsen kräftig rot erscheinen. Wird das Gestein durch Regen nass, ändert sich der Farbton ebenfalls.

## Traumzeitgeschichte

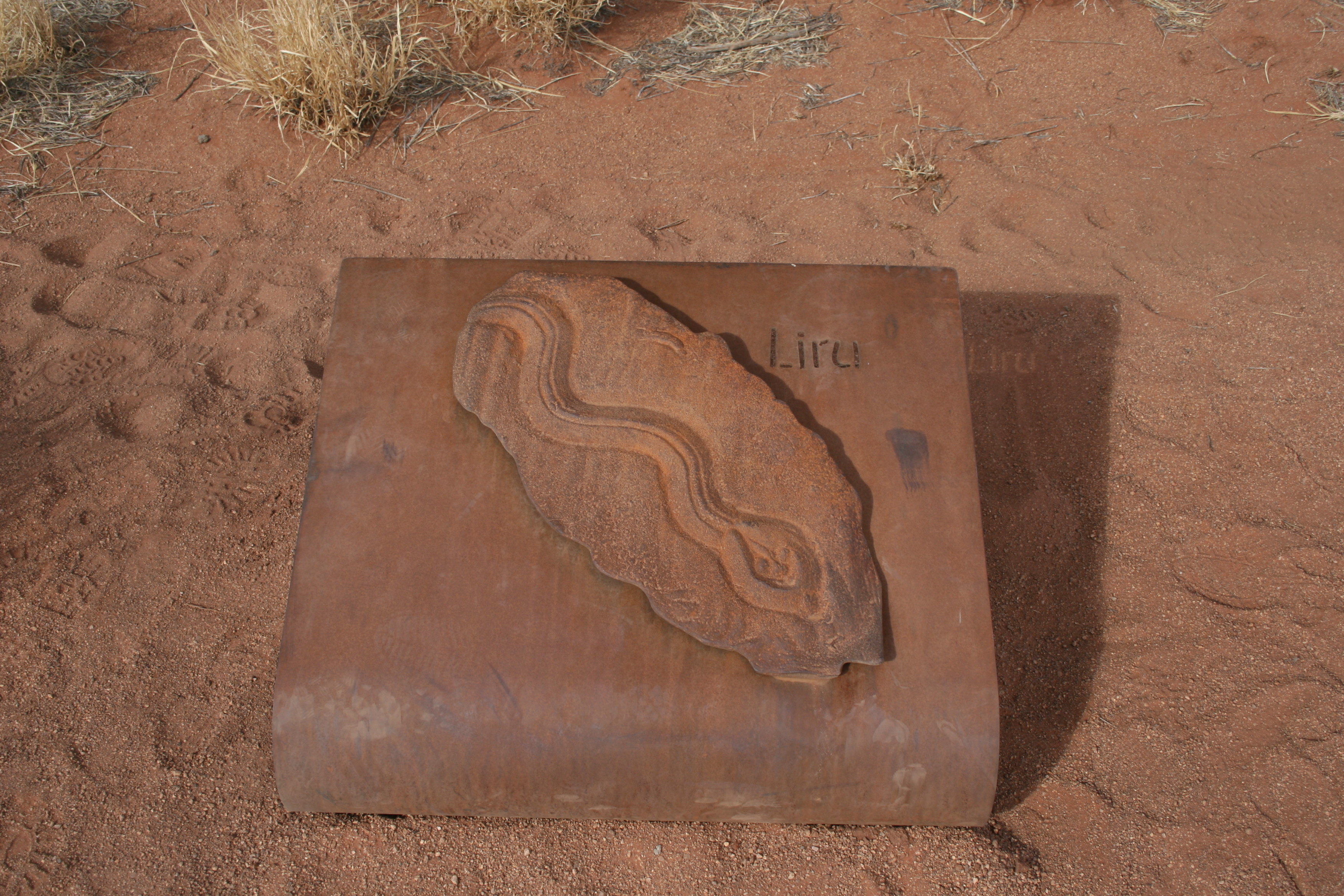
Hinweis auf den Liru-Mythos entlang des Liru Walks

Um den Uluru ranken sich Legenden der australischen Ureinwohner, die Begebenheiten der Traumzeit erzählen und dadurch Unregelmäßigkeiten im Aussehen der Felsen zu erklären versuchen, die für sie heilig sind.
So beschreibt der Uluru-Mythos die Entstehungsgeschichte der Landschaft: Auf der Sonnenseite des Uluru wohnten die Mala, die Hasenkänguru-Menschen, und auf der Schattenseite die Kunia, die Teppichschlangen-Menschen, in Harmonie und Frieden. Die entfernten Windulka luden die Mala zu einer Initiation ein, doch die Mala sagten ab, da sie selbst Initiationen durchführen wollten. Die Kunia aber nahmen gerne an und verliebten sich auf ihrer Anreise in die Sleepy-Lizard-Women (Lizard = blauzüngige Tannenzapfenechse) und reisten nicht weiter. Daraufhin wurden sie durch einen Kulpunya bestraft, einen Hund mit riesigen Zähnen und ohne Haare, der bösartiger als ein Krokodil war, aber auch die Mala wurden durch die Liru, die Giftschlangen-Menschen und weitere Kämpfer, die am Kata Tjuṯa lebten, bestraft. In der fürchterlichen Schlacht mit Toten, Schwerverletzten und Feuer bebte die Erde, und der Uluru hob sich aus der damals ebenen Erde hervor, und damit wurde der Geist der Mala und Kunia zu Stein; die Spuren und die Geschichte des Kampfes können die Anangu am Uluru ablesen und erzählen.
Es gibt Felszeichnungen in mehreren Höhlen am Uluru, die diese und andere Legenden erzählen. Sie wurden im Laufe der Jahrtausende vielmals durch Übermalen erneuert.

## Geschichte
Im Gebiet des Berges leben seit mehr als 10.000 Jahren die Anangu, ein Stamm der Aborigines. 1873 entdeckte ihn William Gosse als erster Europäer auf einer Expedition mit Peter Warburton und benannte ihn nach dem seinerzeitigen südaustralischen Premierminister Henry Ayers Ayers Rock. Weitere Expeditionen folgten mit dem Ziel, das Gebiet landwirtschaftlich zu erschließen. Sie kamen allerdings zu dem Ergebnis, dass es dafür ungeeignet sei. Anschließend erkundeten Prospektoren, Entdeckungsreisende und Wissenschaftler das Gebiet.
1920 wurden Teile des heutigen Nationalparks zu einem Reservat für Aborigines.

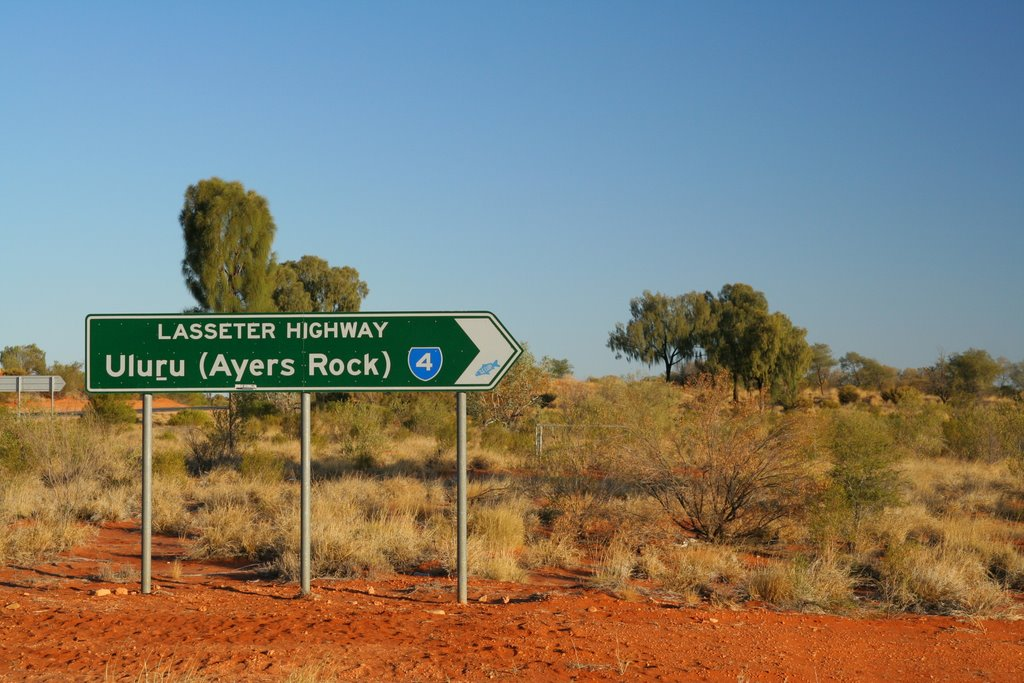
Wegweiser zum Berg am Lasseter Highway mit indigenem Namen und Kolonialnamen in Klammern

1936 kamen die ersten Touristen in das Gebiet des Uluru, und die europäische Besiedlung begann in den 1940er Jahren. Erste Wege für Pkw und Busse wurden 1948 geschaffen. 1958 wurde das Gebiet zum Nationalpark erklärt und Ayers Rock – Mount Olga National Park genannt. Eddie Connellan erbaute nach 1959 nordöstlich am Fuß des Uluru ein erstes Motel und eine Landepiste, die in Luftaufnahmen noch heute (2017) erkennbar ist.
Der Aboriginal Land Rights Act, ein am 16. Dezember 1976 unterzeichnetes Gesetz der australischen Bundesregierung, sprach den Aborigines Landrechte im Northern Territory zu. Es trat am 26. Januar 1977 in Kraft. Die Anangu reichten einen Land Claim ein, der bei Gerichtsverhandlungen als berechtigt eingestuft wurde. Am 26. Oktober 1985 übergab der Generalgouverneur Ninian Steven bei einer Zeremonie am Fuß des Uluru den Anangu die Eigentumsurkunde. Im Anschluss daran, wenige Minuten später, wurde ein Vertrag unterzeichnet, in dem die Anangu das Land für 99 Jahre zurück an den Australian Parks and Wildlife Service verpachteten. Der Verwaltungsrat des Nationalparks ist seither paritätisch aus Anangu und Weißen zusammengesetzt.
Bereits in den frühen 1970er Jahren beschloss die Nationalparkverwaltung, alle touristischen Unterkünfte innerhalb des Nationalparks zu schließen und neue außerhalb zu errichten. Dafür wurden 104 km² jenseits der Nordgrenze des Nationalparks bereitgestellt. Dort entstand das künstliche Dorf Yulara Resort mit Unterkünften aller Kategorien. 1983 wurde der Campingplatz am Fuß des Uluru aufgelassen, 1984 das alte Motel und die Landebahn geschlossen, ein neuer Flugplatz nördlich von Yulara eröffnet. 1992 verkaufte die Regierung des Northern Territory die bis dahin gehaltenen Mehrheitsanteile, das Yulara Resort wurde umbenannt in Ayers Rock Resort.
Am 15. Dezember 1993 wurde nach einer Entscheidung des Place Names Committee for the Northern Territory der alte Name Uluru aus der Sprache des Aborigines-Stammes Pitjantjatjara erstmals offiziell neben dem bis dahin allgemein etablierten Kolonialnamen Ayers Rock geführt. Am 6. November 2002 wurde vom Place Names Committee einer Anfrage der Regional Tourism Association in Alice Springs entsprochen und der Name offiziell in Uluru / Ayers Rock geändert. Die Schreibweisen mit dem Schrägstrich folgen den Prinzipien für Doppelbenamung (dual naming) des Permanent Committee on Place Names (vormals Committee for Geographical Names in Australasia) des Intergovernmental Committee on Surveying and Mapping, eines offiziellen australisch-neuseeländischen Gremiums für die Standardisierung von Kartenwerken und Kartierungen/Landesaufnahmen. Die Wegweiser am Lasseter Highway tragen hingegen die Beschriftung Uluṟu (Ayers Rock).
Auch der Mount Olga trägt mittlerweile wieder seinen Anangu-Namen Kata Tjuṯa. Entsprechend heißt der Ayers Rock Mount Olga National Park jetzt Uluṟu Kata Tjuṯa National Park. In der Allgemeinsprache ist der Name Ayers Rock immer noch gebräuchlich, seine Verwendung nimmt jedoch ab.

## Tourismus

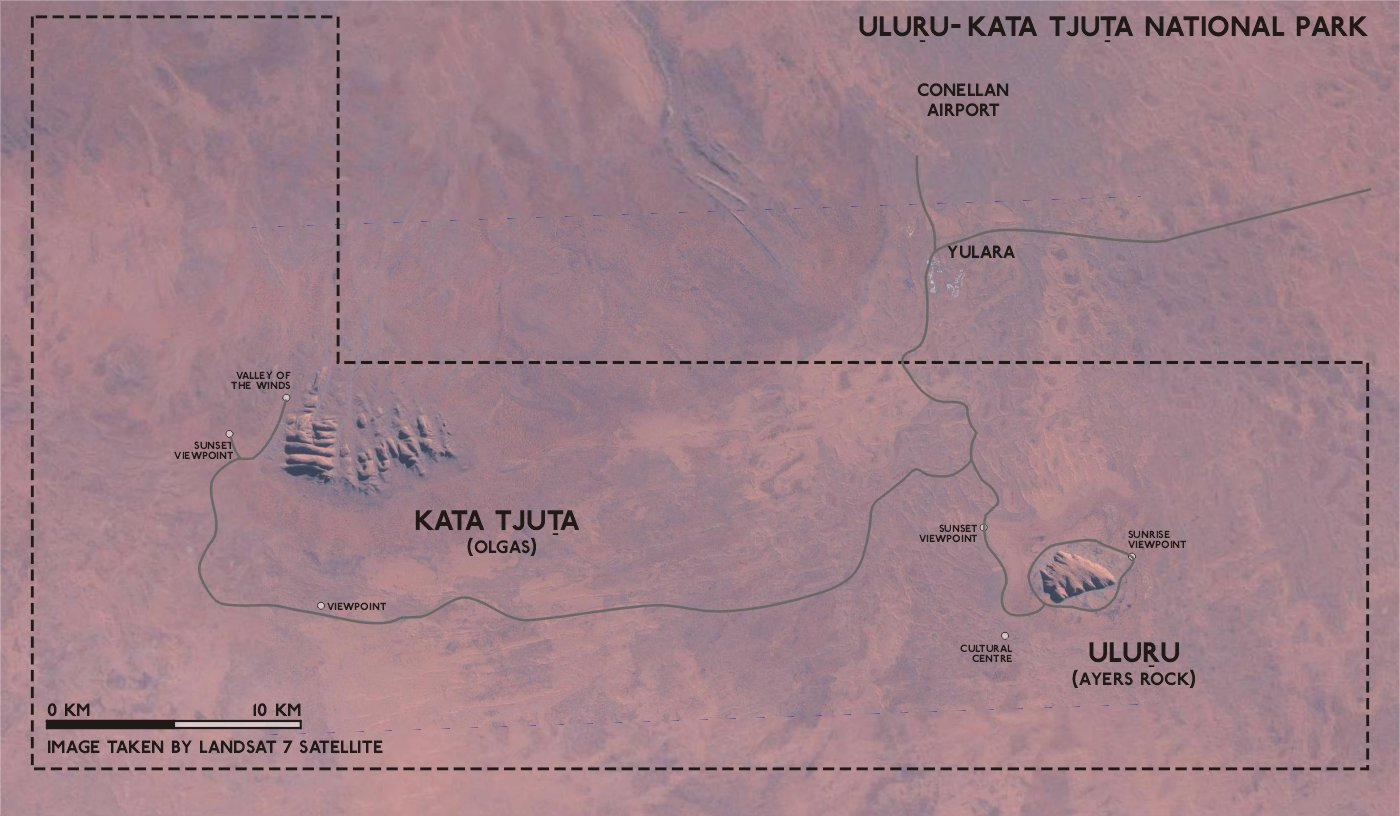
Karte des Uluṟu-Kata Tjuṯa-Nationalpark

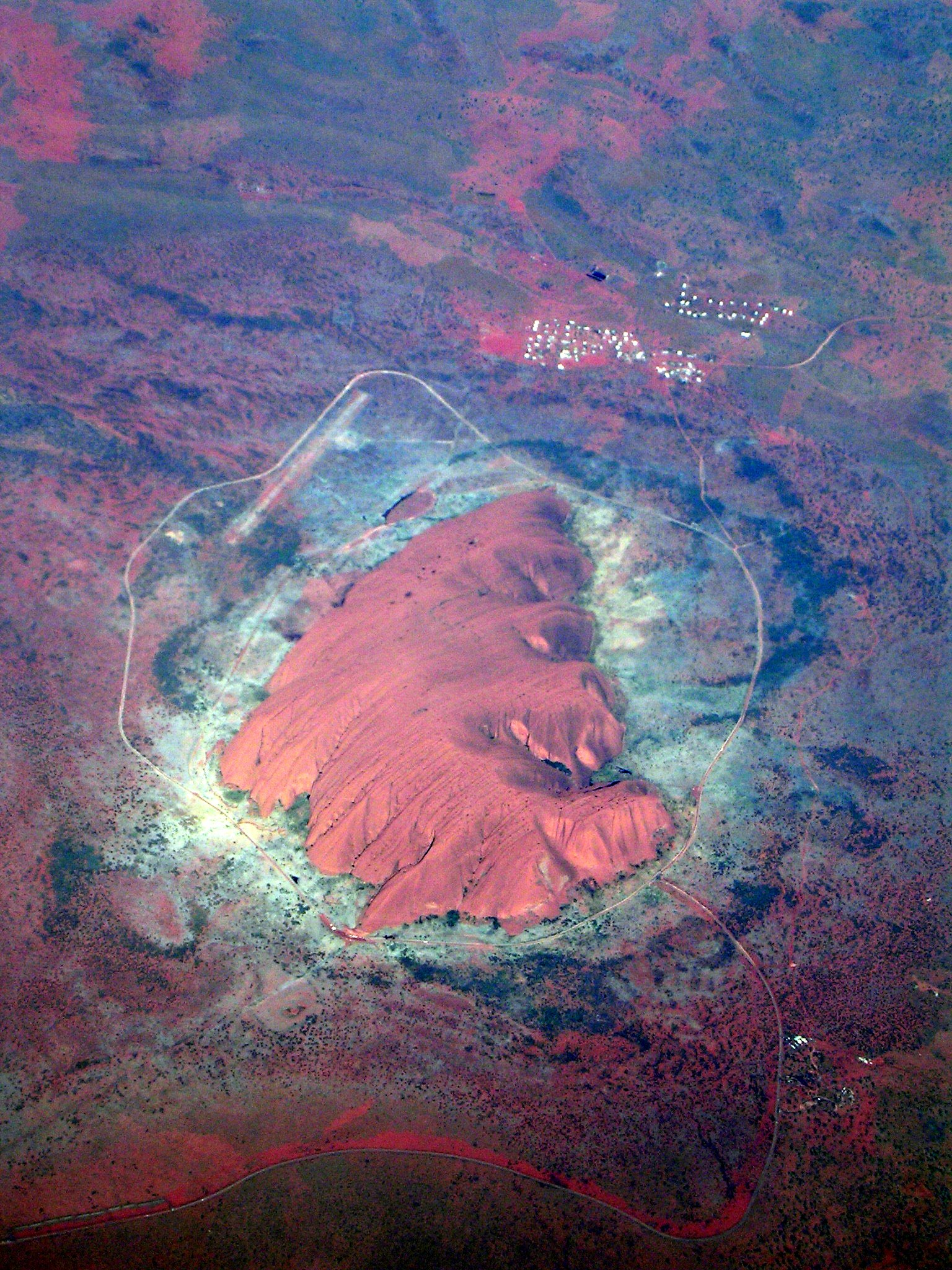
Kontrastverstärktes Luftbild des Uluru von Westen mit deutlich erkennbaren Wanderwegen

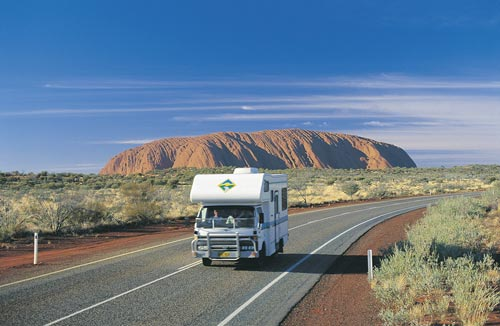
Der Lasseter Highway führt auch zum Kata Tjuṯa, im Hintergrund der Uluru

Der Uluru kann auf einem gekennzeichneten Weg umwandert werden, an dem an bedeutenden Stellen Tafeln mit Erklärungen zum Mythos des Berges aufgestellt sind. Die Wanderung kann sowohl vom Mala- oder Kunija-Parkplatz begonnen werden, als auch vom Cultural Centre auf dem Liru Walk (4 km) zu Fuß bis zum Mala Walk erreicht werden. Vom Mala-Parkplatz aus kann der Uluru – üblicherweise im Uhrzeigersinn – umrundet werden: Der Weg führt über den Mala Walk und Kantju Gorge (Länge: 2 km), Base Walk (Länge: 10,5 km), Kunija Walk (4 km) und Lungkata Walk (4 km). Auf dem Wanderweg gibt es nur zwei Stellen, an denen Trinkwasser gefasst werden kann: am Mala-Parkplatz sowie am Kunjia Piti, wo der Base Walk in den Kunjia Walk übergeht. Es wird dringend empfohlen, eigene Wasservorräte mitzunehmen. Täglich finden zwei von Parkrangern geführte Wanderungen auf dem Mala Walk statt (Oktober–April 8:00 Uhr, Mai–September 10:00 Uhr), die an dem Zeichen Mala Walk beginnen.
Im Park gibt es ein Cultural Centre, das von den Anangu betrieben wird. Sie informieren dort über die Legende des Berges, die Traumzeit und die gesellschaftlichen Regeln ihres Stammes (Tjukurpa). Außerdem werden traditionelle Kunstwerke und kunsthandwerkliche Gegenstände ausgestellt, die auch erworben werden können.
Das Besteigen des Uluru war bis Oktober 2019 auf einer gekennzeichneten, am Westende des Berges beginnenden und mit einem Handlauf ausgestatteten Strecke erlaubt, von den Anangu allerdings unerwünscht. Sie begründeten dies damit, dass sie in tiefe Trauer fallen, wenn an dem von ihnen als heilig betrachteten Berg Menschen aufgrund von Überanstrengung oder durch einen Absturz tödlich verunglückten. Bis zur Schließung der Route gab es 37 Todesopfer. Aus Sicherheitsgründen war auch vorher schon der Aufstieg grundsätzlich von einer halben Stunde nach Sonnenuntergang bis eine halbe Stunde vor Sonnenaufgang geschlossen. Außerdem konnte der Pfad kurzfristig gesperrt werden, wenn
- innerhalb der nächsten drei Stunden Regen oder Sturm vorhergesagt waren,
- der Wind auf einer Höhe von 2500 Fuß (762 Meter) 25 Knoten erreichte,
- extreme Temperaturen von 36 °C und mehr vorhergesagt waren oder herrschten,
- die Wolkengrenze unterhalb des Gipfels begann,
- Rettungsarbeiten erfolgten,
- traditionelle Zeremonien der Anangu stattfanden.

Die Zahl der Touristen, die auf den Berg stiegen, war dank der Öffentlichkeitsarbeit der Nationalparkverwaltung zuletzt rückläufig, und der Verwaltungsrat hoffte, die Besteigung bald gänzlich untersagen zu können. Am 1. November 2017 gab die Nationalparkverwaltung schließlich bekannt, dass die Besteigung des Uluru ab dem 26. Oktober 2019 verboten sein wird, dem 34. Jahrestag der Übergabe des Parkes an die Anangu im Jahr 1985. Tatsächlich erfolgte die Schließung sogar einen Tag früher, am 25. Oktober um 16.00 Uhr Ortszeit.
Im Glauben der Anangu erzählen oder verkörpern bestimmte Stätten entlang des Uluru Base Walk Geschichten, die ausschließlich an diesem Ort und nirgendwo sonst gesehen werden dürfen. Deshalb sind Foto- und Videoaufnahmen an folgenden Stätten verboten (beginnend am Mala-Parkplatz im Uhrzeigersinn): Mala Punta, Warajuki, Tjutatkapi, Taputji, Kunjia Piti und Pulari. Bei Zuwiderhandlung drohen hohe Geldstrafen. Laut den Stammesgesetzen der Anangu sind manche Orte zudem für ein Geschlecht oder eine Altersgruppe tabu, was für Touristen jedoch nicht gilt. Außerdem gibt es mehrere heilige Stätten, die für Touristen nicht zugänglich sind.
In der Region gibt es zudem Felszeichnungen der Aborigines. In den 1970er Jahren bespritzten Tourguides die Felswände häufig mit Wasser, um den Farbkontrast zwischen dem Felsen und den schon relativ ausgeblichenen Zeichnungen zu erhöhen, so dass sie auf Fotos besser zu erkennen waren. Dadurch wurden einige Zeichnungen stark in Mitleidenschaft gezogen. Sie sind immer noch zu besichtigen, allerdings mit Geländern abgezäunt. Um sie vor der Zerstörung zu bewahren und das jahrtausendealte Kulturerbe zu dokumentieren, wurde von den Aborigines eine Datenbank angelegt. Der Zugriff erfolgt gemäß den oben genannten Stammesgesetzen, d. h. tabuisierte Bereiche bleiben für bestimmte Gruppen gesperrt.
An zwei Stellen am Fuß der Felswände befinden sich ganzjährige Wasserlöcher, was in dieser ariden Region mit durchschnittlich 270 mm Jahresniederschlag eine Seltenheit darstellt. Im Kult der Aborigines haben sie einen hohen Stellenwert.
Das Mitnehmen von Sanden und Steinen um den Uluru, beispielsweise als Erinnerungsstück, ist von den Anangu nicht erwünscht. Nach ihrem Glauben muss alles dort enden, wo es begonnen hat – wenn Naturalien entfernt werden, „können die Geister keine Ruhe finden“. Im Cultural Centre werden Briefe von Besuchern gezeigt, die unerlaubt mitgenommene Naturalien aus Reue zurückgesandt haben, damit die Anangu sie wieder am Uluru deponieren konnten. Einige berichten, dass ihnen ihr Mitbringsel Unglück gebracht habe.
Inzwischen haben die Vorstellungen der Aborigines auch Einfluss auf die Naturschutzbestimmungen des Nationalparks genommen. Es ist streng verboten, Material aus dem Nationalpark mitzunehmen, wissenschaftliche Untersuchungen durchzuführen oder die Felswände zu beschreiben oder zu beschädigen. Bei Zuwiderhandlungen drohen Strafen bis zu 5000 AU$, in Extremfällen auch Haft.
Der Zutritt zum Uluru und anderen Teilen des Nationalparks kann bei religiösen Veranstaltungen der Anangu teilweise oder vollständig für Besucher geschlossen werden.
An zwei Orten ist die Beobachtung des Sonnenauf- oder -untergangs optimal, am Car-Sunset-Parkplatz und am Dune Lookout. Bei Letzterem ist ein Blick sowohl auf den Uluru als auch auf die Kata Tjuṯa möglich.
In der etwa 15 km entfernten Touristensiedlung Yulara stehen eine Hotelanlage und ein Campingplatz zur Verfügung, im Nationalpark selbst ist Übernachten nicht erlaubt.

## Fields of Light
Vom 1. April 2016 bis 31. März 2017 präsentierte der britische Künstler Bruce Munro am Fuß des Uluru eine Installation aus 60.000 LED-„Tulpen“, die nachts mit variierenden Farben leuchteten. Den Strom dafür lieferten Akkus, die am Tag über Solarzellen geladen wurden. Die Installation wurde von den Anangu, den Aborigines, die in der Gegend um den Berg leben, Tili Wiru Tjuta Nyakutjaku genannt, was soviel heißt wie „Schauen auf eine Menge schöner Lichter“. Sie ist die jüngste aus Munros Reihe Fields of Light.

## Trivia
In Jörg Weigands Kurzgeschichte Geheimnisvolle Rettung spielt der Ayers Rock, der auch mit Uluru eingeführt wird, eine zentrale Rolle. Das Erzähler-Ich vermutet, „dass vor nicht einmal einem Jahrhundert ein in der australischen Wüste notgelandeter Außerirdischer […] dem kleinen Benjamin geholfen hat zu überleben“.

## Galerie

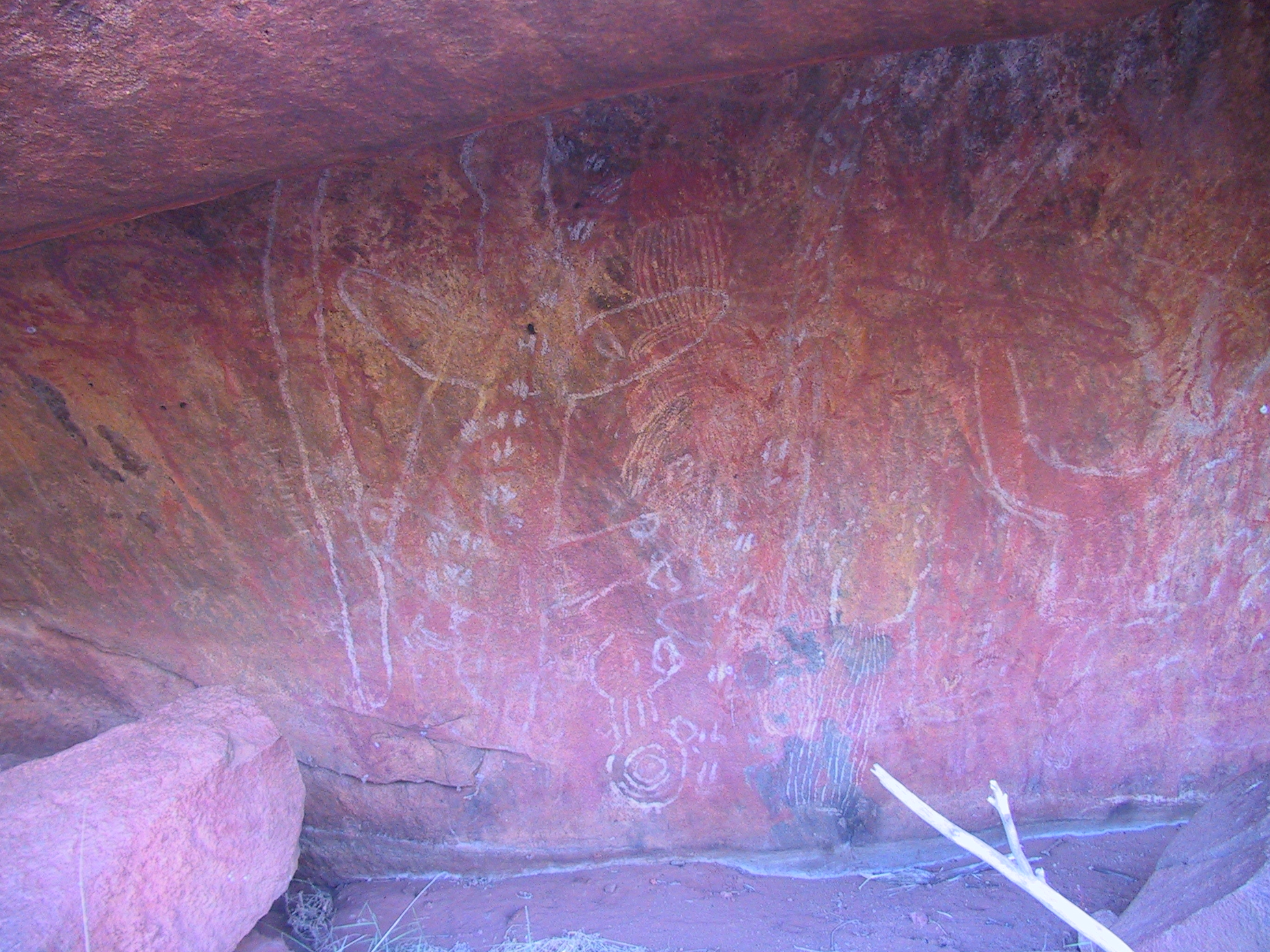
Felszeichnungen
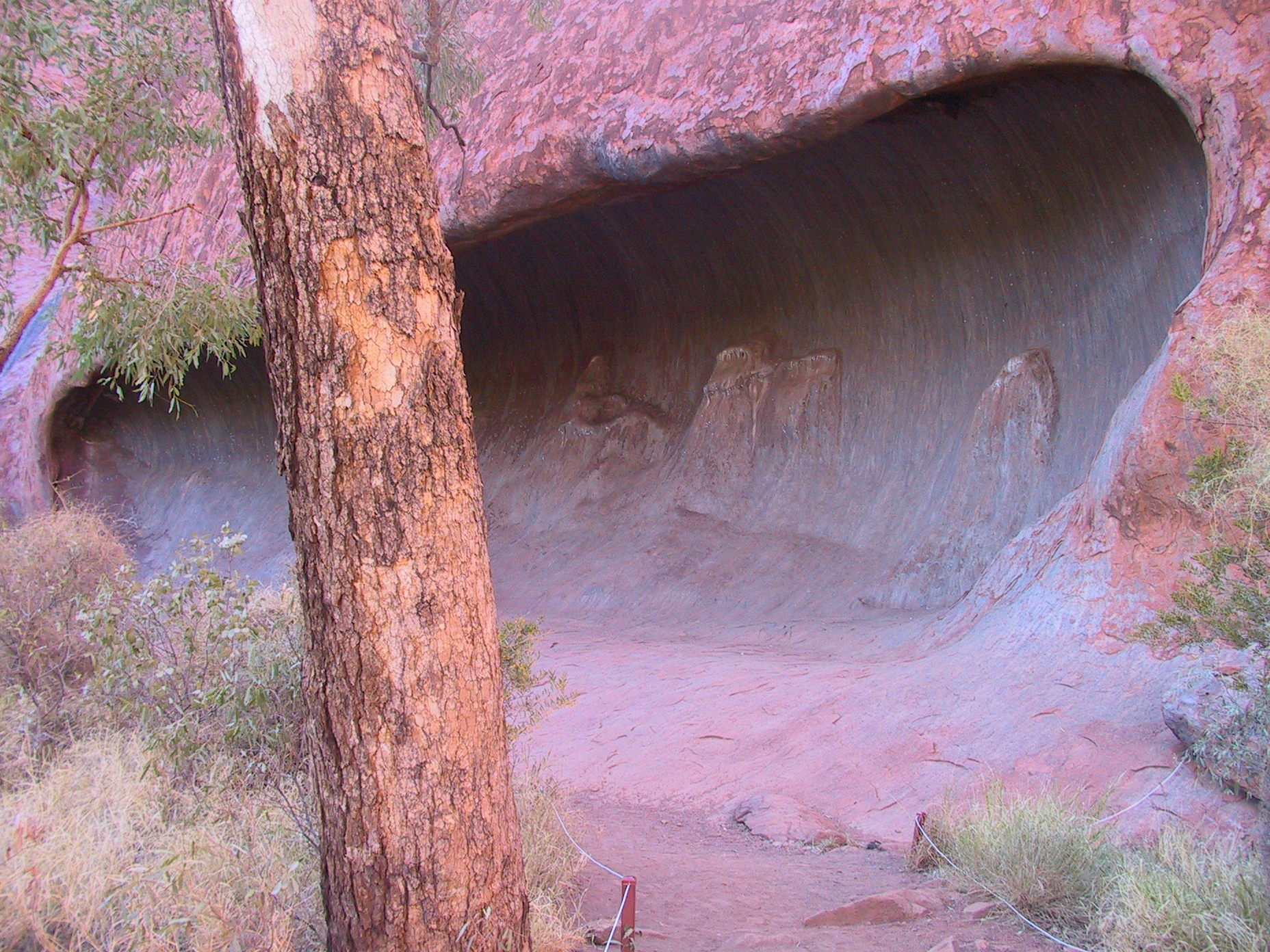
Höhle am Hangfuß (siehe oben)
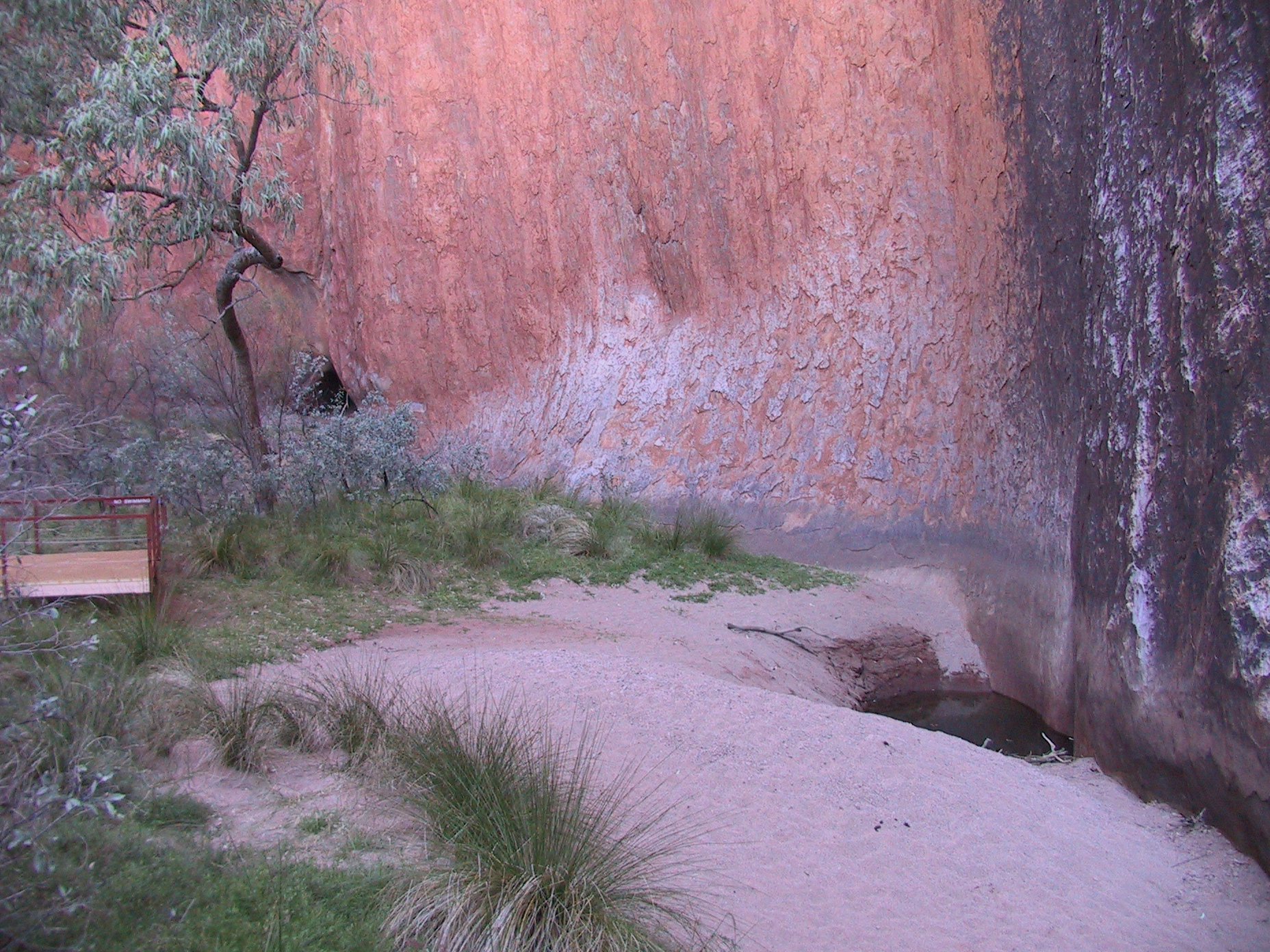
Wasserloch
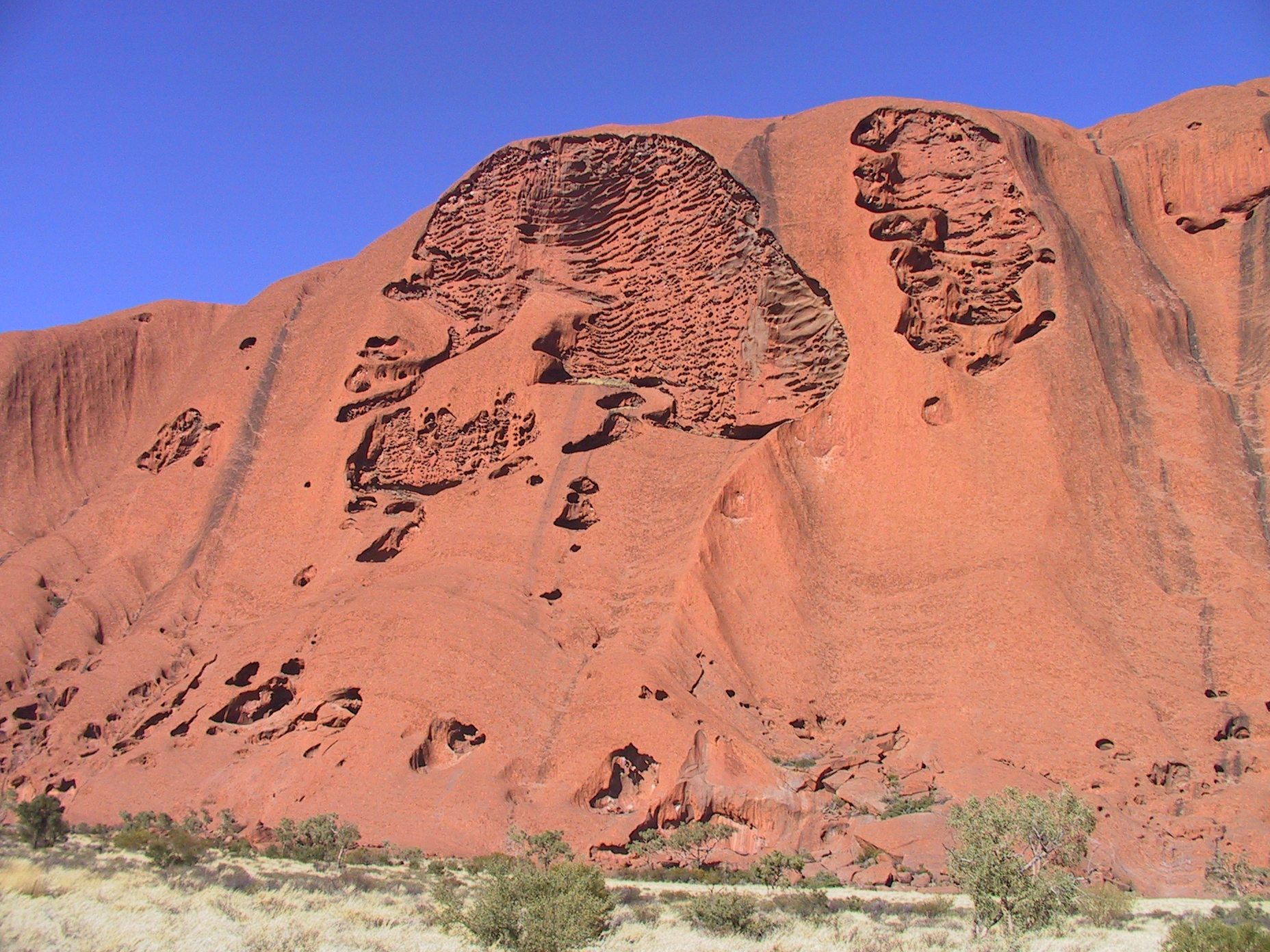
„The Brain“, eine besonders große Verwitterungserscheinung an der Nordostflanke (siehe oben)
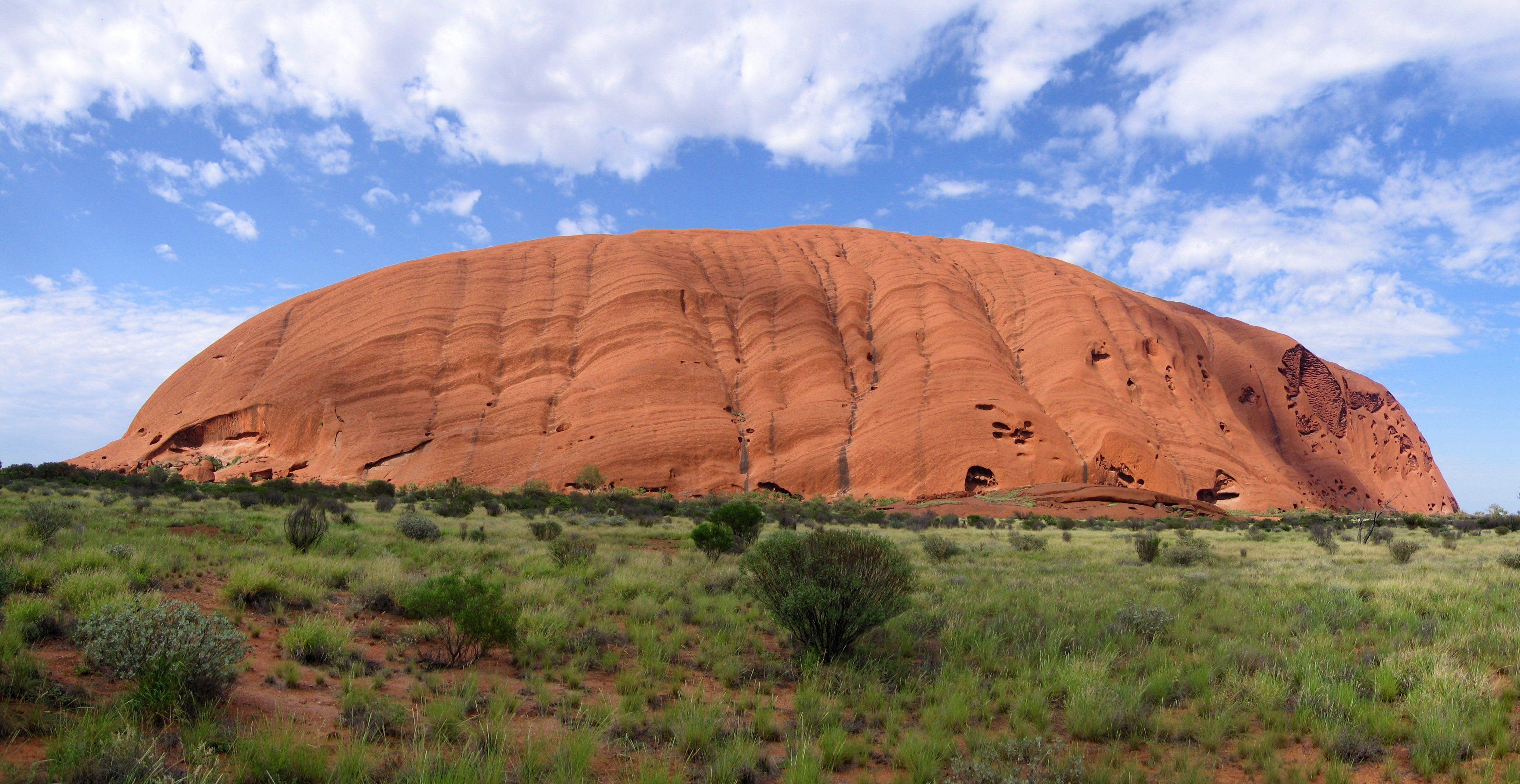
Panorama der Nordostflanke („The Brain“ ganz rechts im Bild)
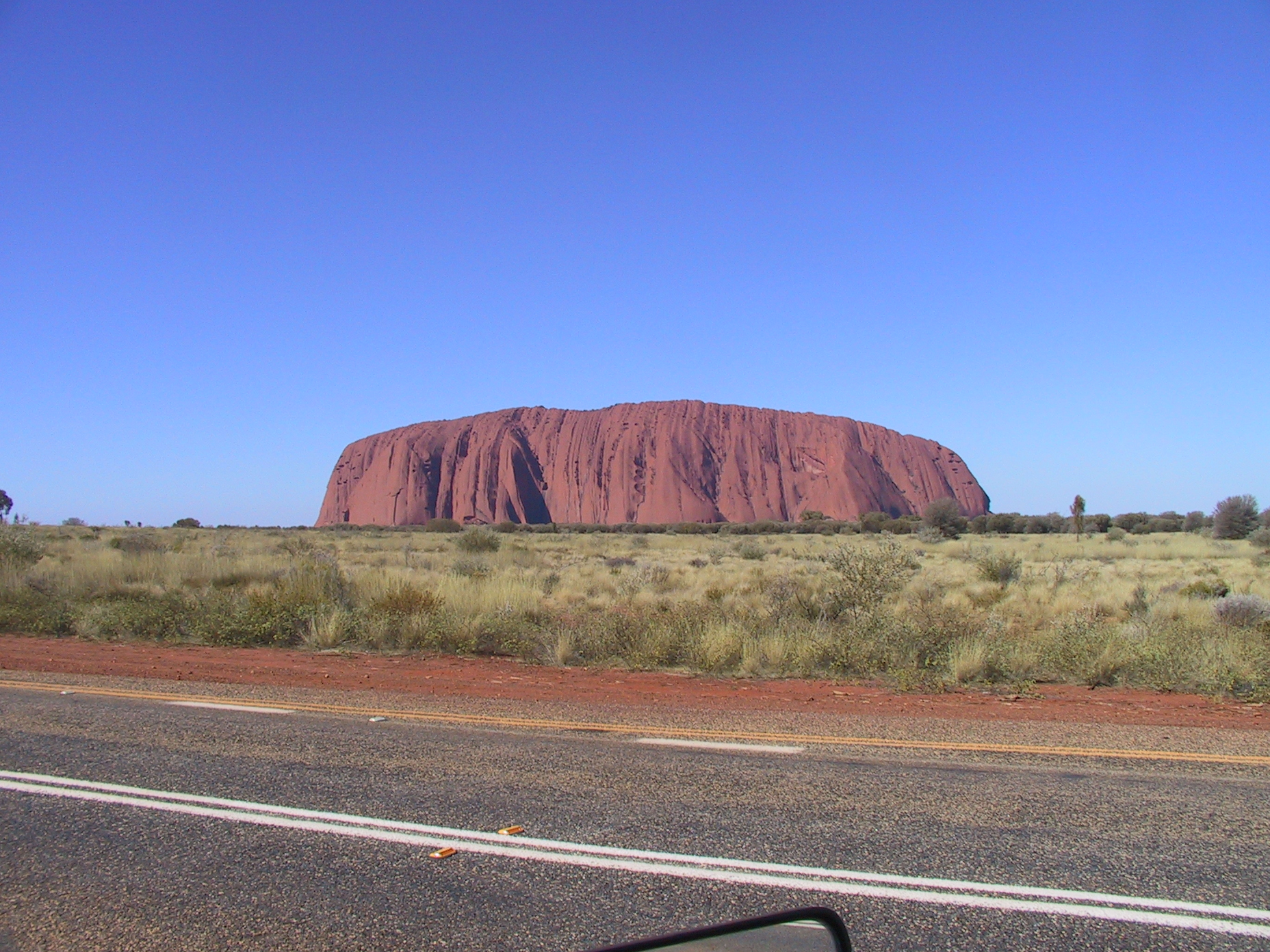
Ansicht von Nordwesten (2003)
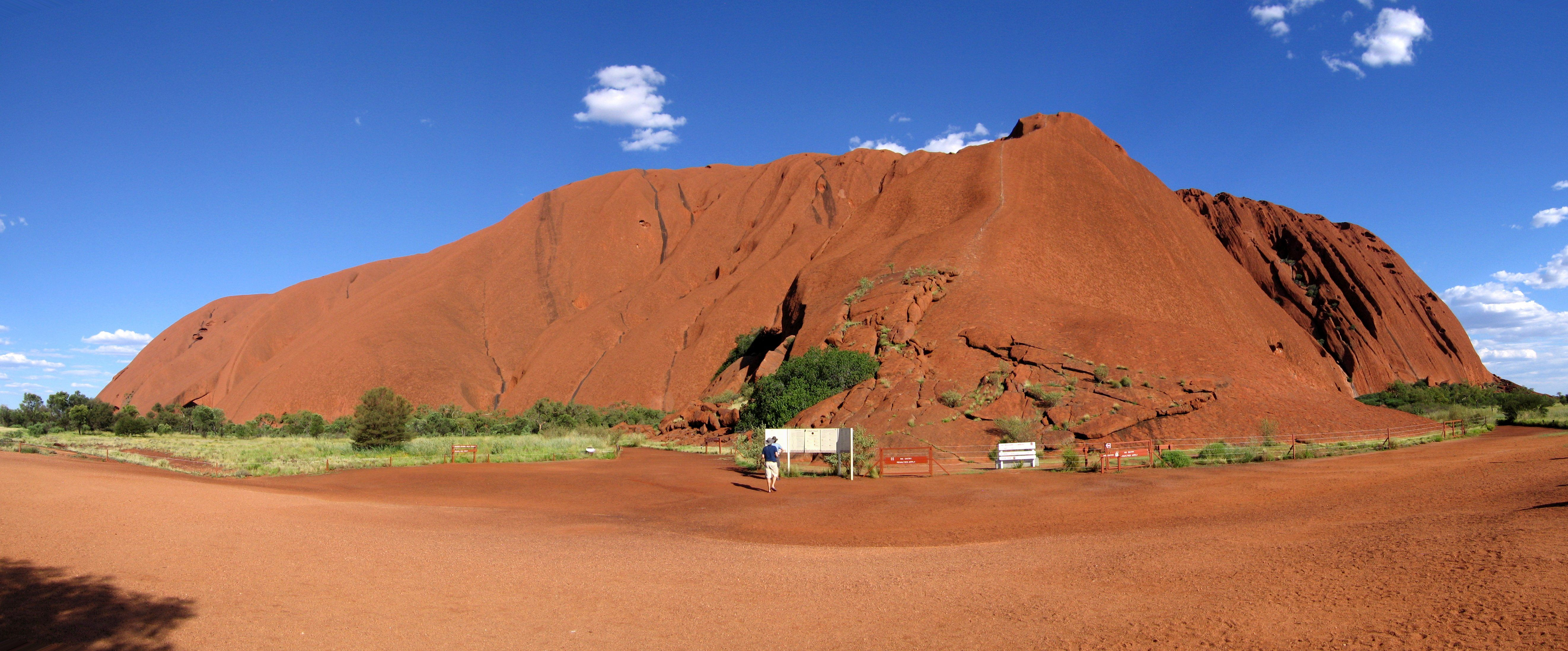
Panorama von Westen, nahe dem unteren Ende des „Uluru Summit Walk“ aufgenommen
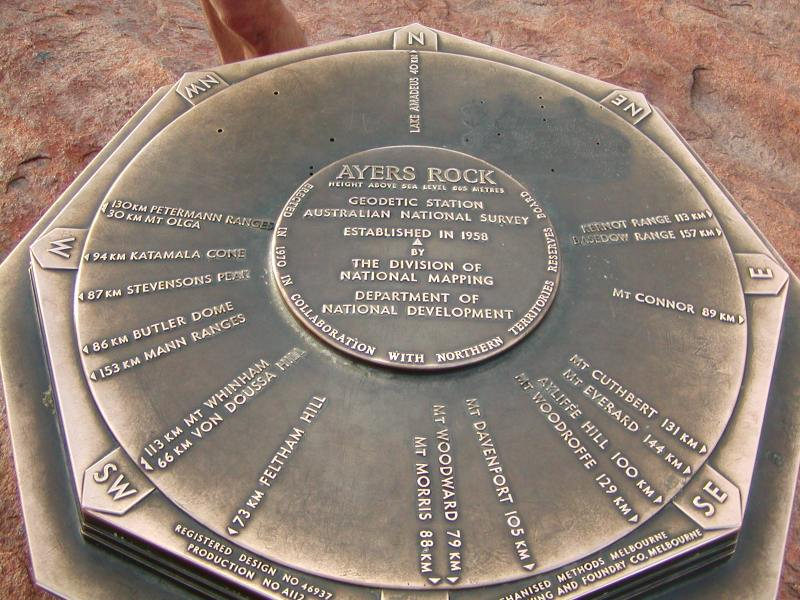
Gipfelplatte
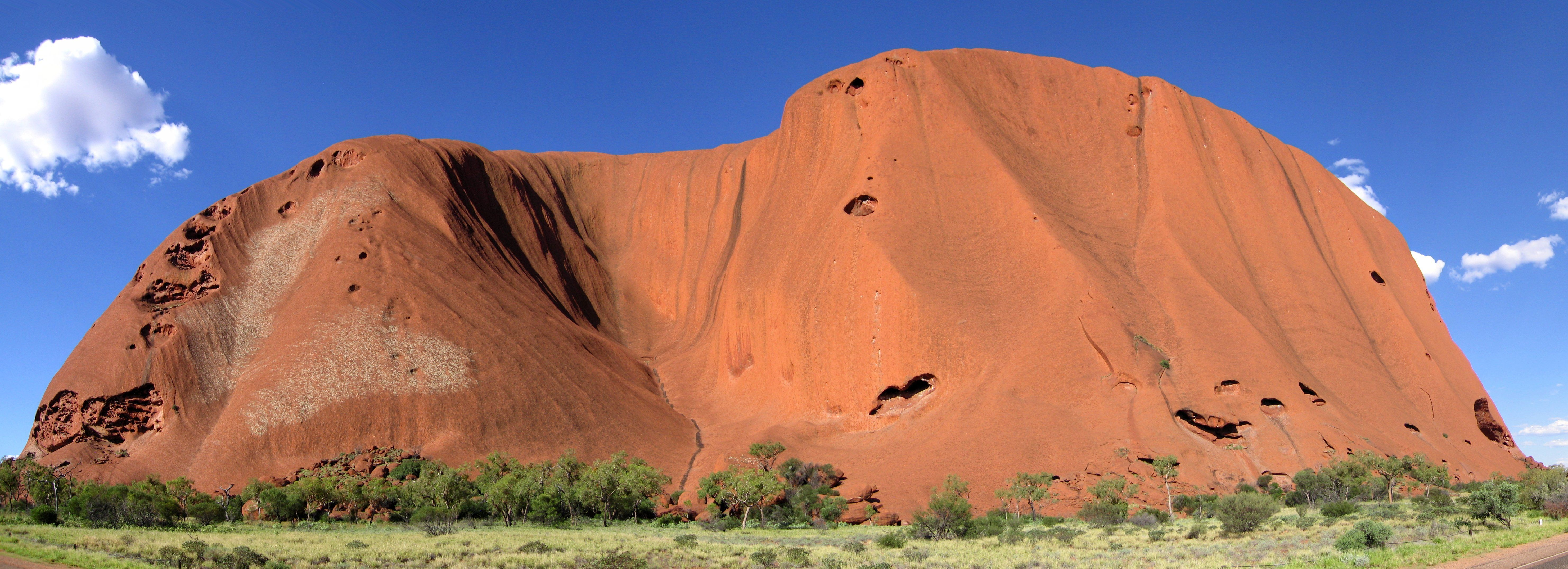
Panorama der Südwestflanke
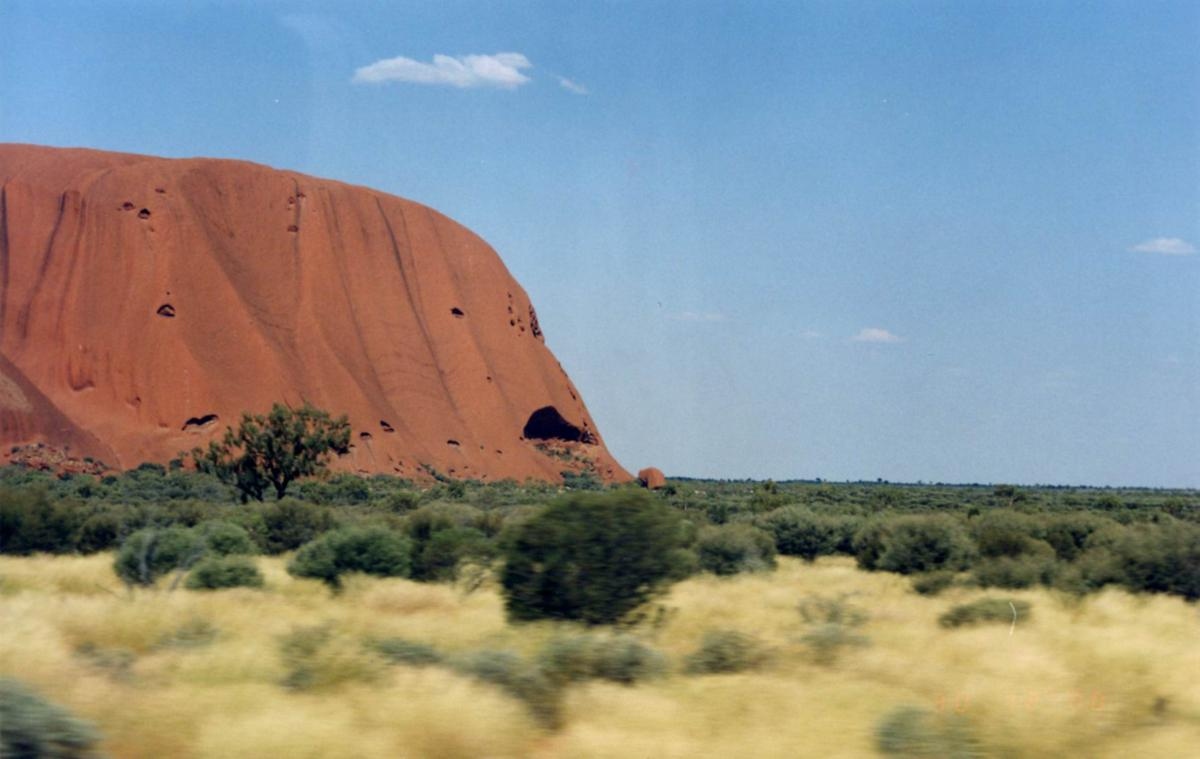
Kleinere Aushöhlungen und große „Gaping Mouth Cave“ an der südlichen Ecke des Berges, die, bei hochstehender Sonne verschattet, wie schwarze Stellen wirken (siehe oben)
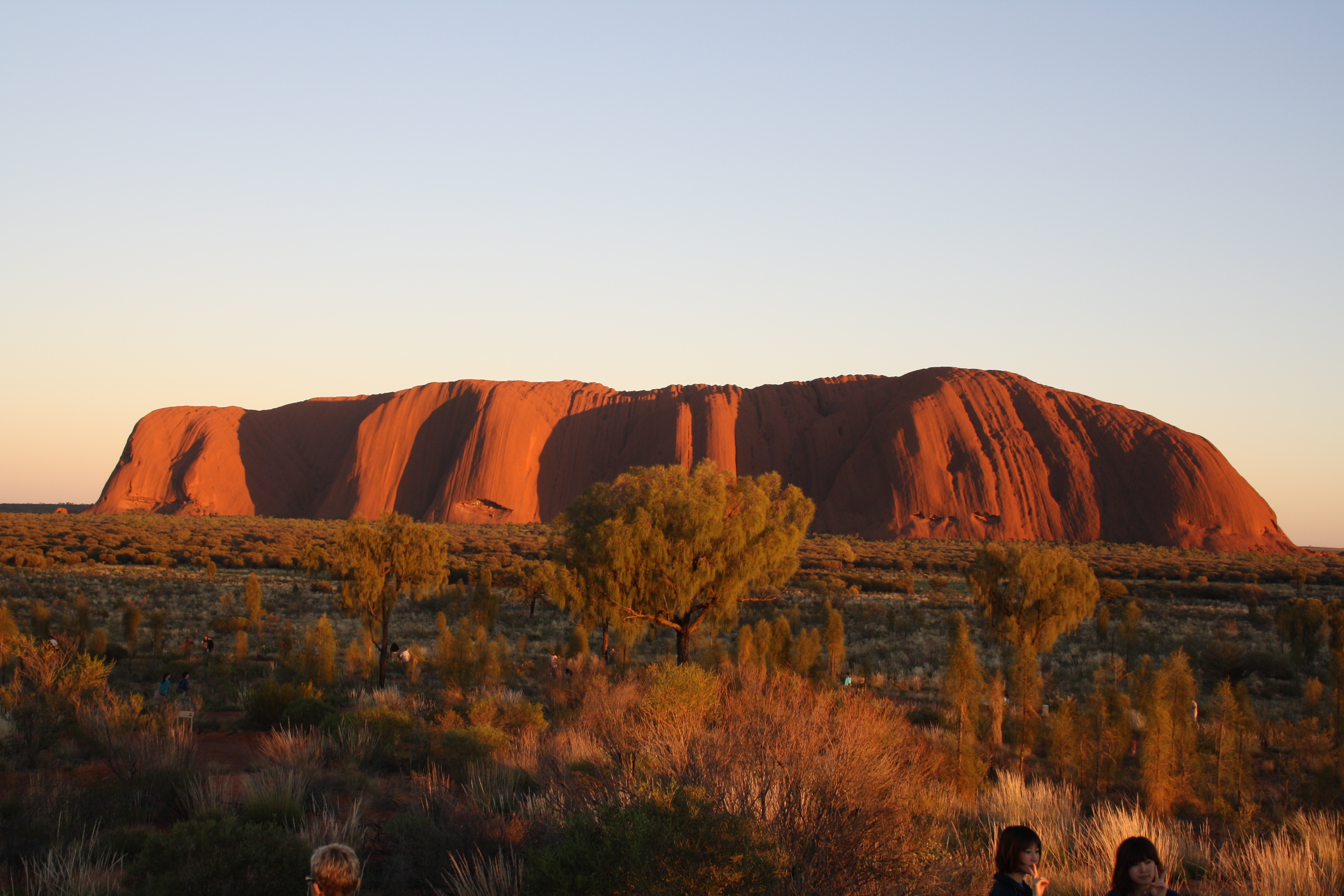
Blick von Südosten bei Sonnenaufgang (März 2010)
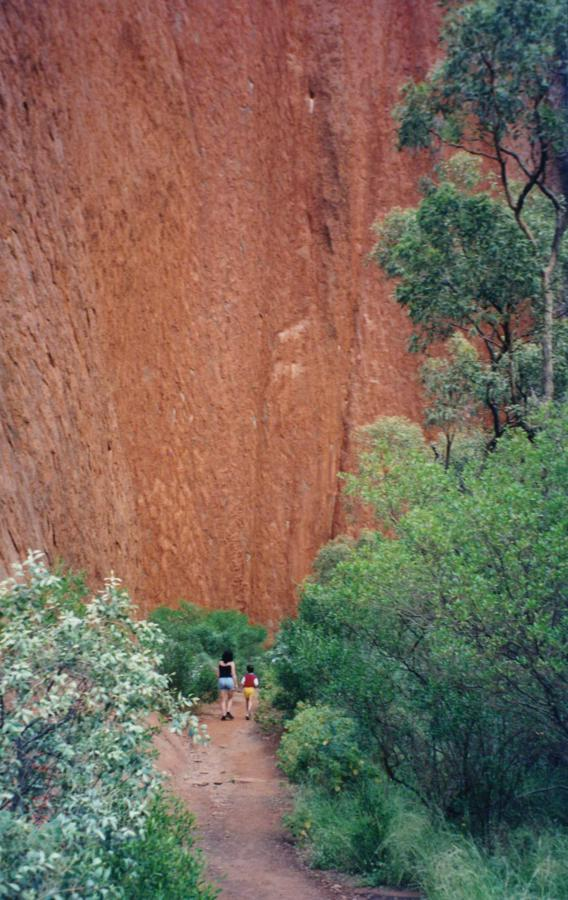
Auf dem Uluru-Rundweg